# Claressa Shields
Claressa Shields (Flint (Michigan), 17 de março de 1995) é uma pugilista estadunidense, bicampeã olímpica.

## Carreira
Claressa Shields competiu em Londres 2012, na qual conquistou a medalha de ouro no peso médio e repetiu o feito na Rio 2016.